# Setra S 415 UL
Der Setra S 415 UL ist ein Hochflur-Überlandbus der Baureihe MultiClass 400 der Marke Setra, der sich sowohl im Linienverkehr als auch im Gelegenheitsverkehr einsetzen lässt. Es gibt ihn in zwei verschiedenen Ausführungen: Mit steiler Front für den Linienverkehr und mit Reisefront. Dieser Bus und sein Vorgänger, der S 315 UL werden von vielen Verkehrsunternehmen im Regionalverkehr und als Kombibus im Regional- und Ausflugsverkehr eingesetzt. Er ist mit einem Mercedes-Benz OM 936 mit wahlweise 220 oder 260 Kilowatt verfügbar. Es stehen das manuelle Mercedes-Benz-Schaltgetriebe GO 190-6 (sechsgängig; servounterstützt) und die beiden Automatikgetriebe ZF EcoLife (sechsgängig) und Voith DIWA 6 (viergängig) zur Verfügung.
Optisch hat sich am Bus seit Produktionsbeginn sehr wenig verändert. Die einzige Neuerung hierbei ist, dass bei der Euro-VI-Variante auf der Motorhaube zwei Lüftungsgitter zu sehen sind, die es vorher nicht gegeben hat. Von diesen erfüllt allerdings nur das rechte den Zweck der Luftzufuhr, das linke ist nur aus optischen Gründen verbaut. Es kann aber auch auf Wunsch des Kunden weggelassen werden.
Der Setra S415 UL und auch alle anderen Modelle der Multiclass UL bzw. UL business Baureihe wurden zugunsten des neuen Intouro von Mercedes-Benz seit September 2020 eingestellt.

## Verwandte Bustypen
- Setra S 412 UL: 10,8-Meter-Ausführung (2 Achsen)
- Setra S 416 UL: 13-Meter-Ausführung (2 Achsen)
- Setra S 417 UL: 14,05-Meter-Ausführung (3 Achsen)
- Setra S 419 UL: 15-Meter-Ausführung (3 Achsen)
- Setra S 415 H: 12-Meter-Ausführung mit höherem Boden (2 Achsen)
- Setra S 416 H: 13-Meter-Ausführung mit höherem Boden (2 Achsen)

Niederflur-Ausführungen (ab 2013 nicht mehr angeboten, Niederflurbusse gibt es im EvoBus-Konzern nur noch unter der Marke Mercedes-Benz Citaro)
- Setra S 415 NF
- Setra S 416 NF

Business-Ausführungen mit vereinfachter Ausstattung für den reinen Linien- und Schülerverkehr, in der Türkei gefertigt (seit 2013), nur als Zweiachser verfügbar. Produktion wird wegen des neuen Mercedes Benz Intouros eingestellt.
- Setra S 415 UL business: 12-Meter-Ausführung
- Setra S 416 UL business: 12,7-Meter-Ausführung
- Setra S 417 UL business: 13,4-Meter-Ausführung

Low-Entry-Ausführungen auf Basis der UL-business-Modelle, jedoch bis zu Tür II niederflurig, in der Türkei gefertigt. Ersetzt den Citaro LE
- Setra S 415 LE business: 12-Meter-Ausführung in Low-Entry-Bauweise (2 Achsen) (seit 2014 verfügbar)
- Setra S 416 LE business: 13-Meter-Ausführung in Low-Entry-Bauweise (2 Achsen) (seit 2014 verfügbar)
- Setra S 418 LE business: 14,64-Meter-Ausführung in Low-Entry-Bauweise (3 Achsen) (seit 2016 verfügbar)

## Bauähnliche Busse bei Mercedes-Benz
Bei Mercedes-Benz gibt/gab es zwei etwa baugleiche Busse für den Überlandverkehr:
- Es gab den Integro, der den gleichen Zweck erfüllen sollte, wie der S 415 UL, dessen Produktion allerdings 2018 eingestellt wurde.
- Es gab den Intouro, der den gleichen Zweck erfüllen soll, wie die business-Variante des S 415 UL. Dieser Bus ist nur noch in einer komplett überarbeiteten Version erhältlich, die bereits mit der TopClass verwandt ist.

## Galerie

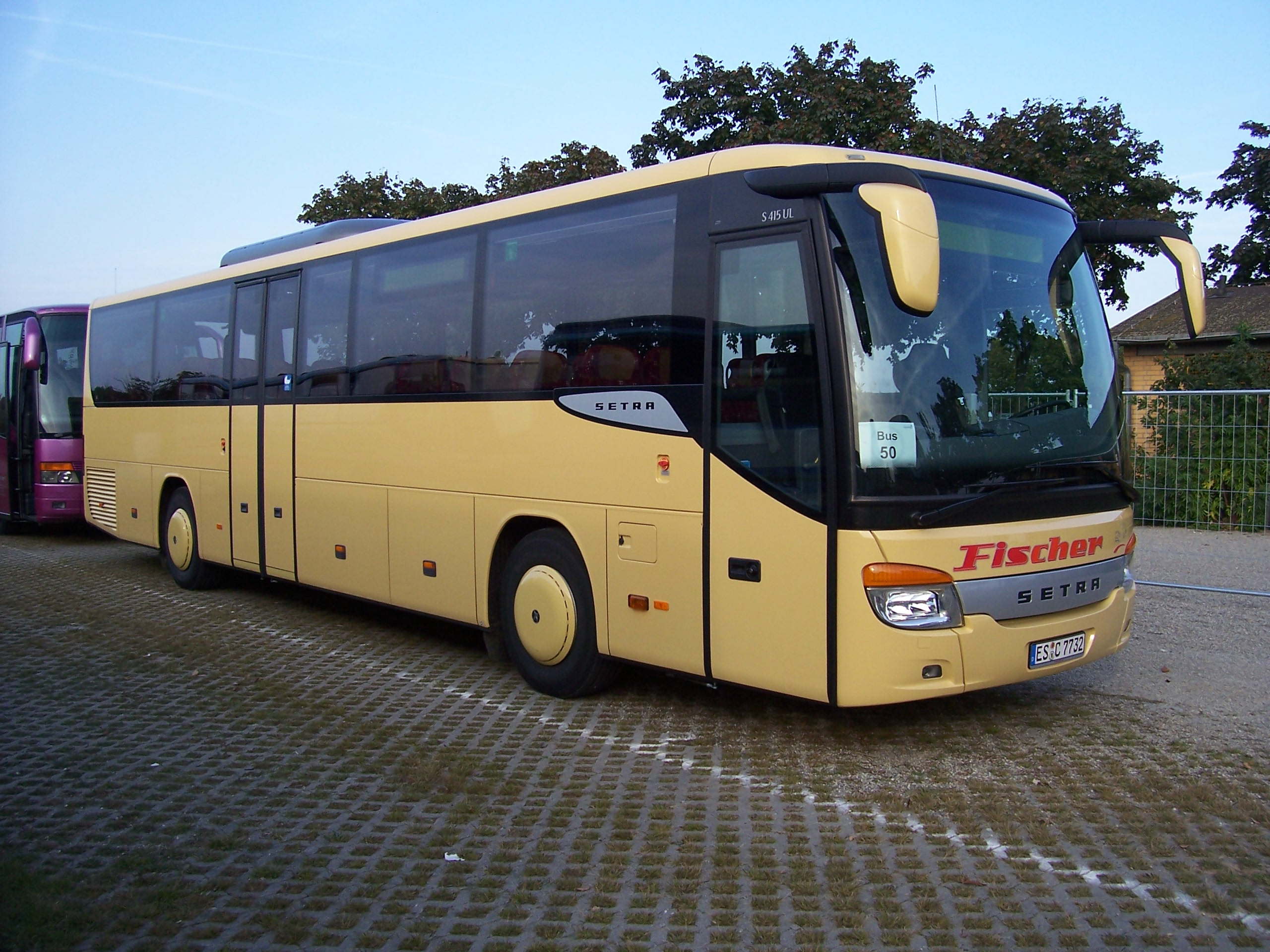
Ein S 415 UL mit GT-Front
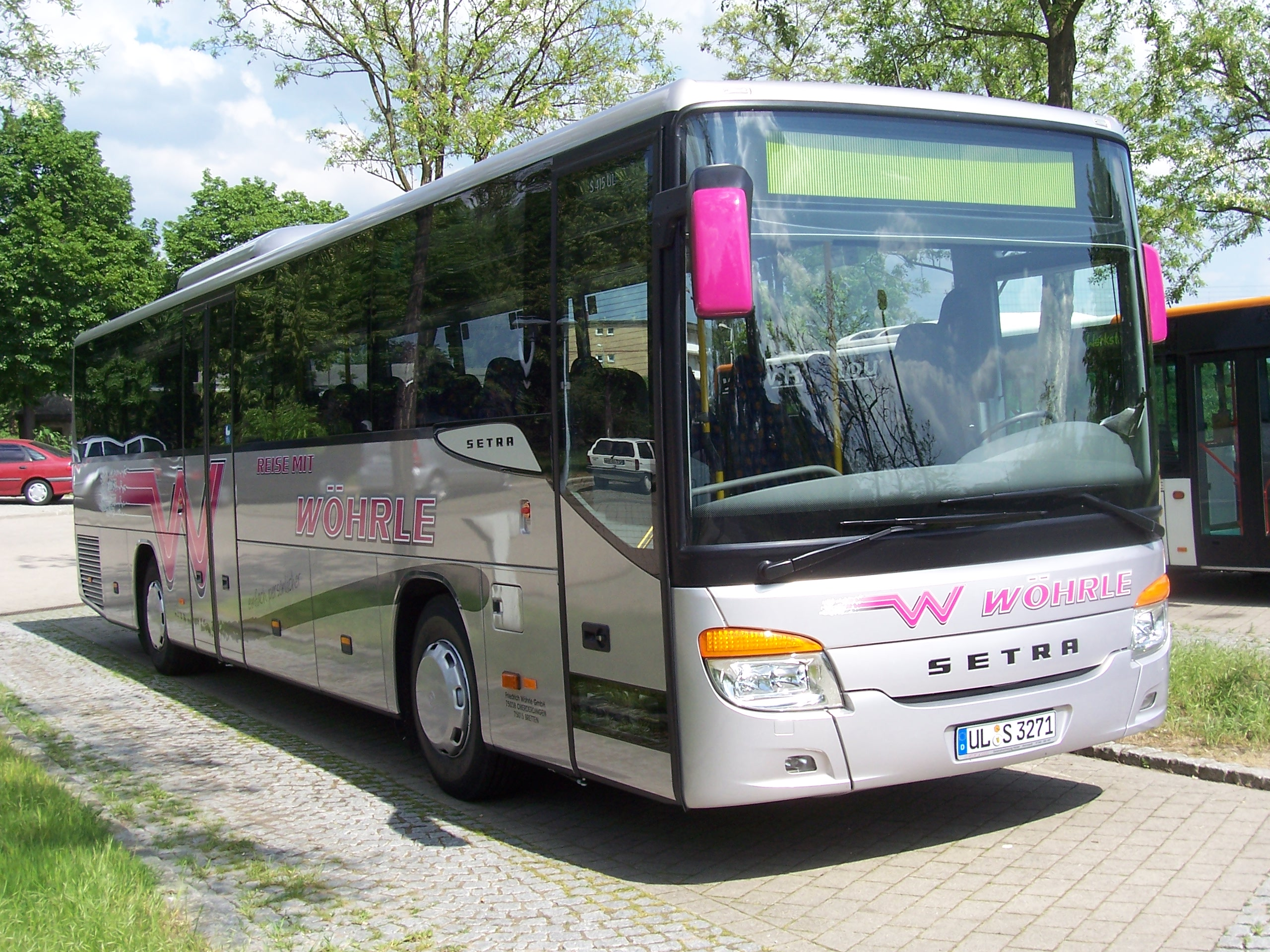
Ein S 415 UL mit Linienfront